# Joseph-Albert Malula
Joseph-Albert Malula (Léopoldville, 17 dicembre 1917 – Lovanio, 14 giugno 1989) è stato un cardinale e arcivescovo cattolico della Repubblica Democratica del Congo.

## Biografia
Nacque a Léopoldville il 17 dicembre 1917.
Papa Paolo VI lo elevò al rango di cardinale nel concistoro del 28 aprile 1969.
Morì a Lovanio il 14 giugno 1989 all'età di 71 anni.

## Curiosità
L'attuale presidente della Repubblica Democratica del Congo, Joseph Kabila, in occasione del ventesimo anniversario dalla morte del cardinale e del cinquantesimo anno di episcopato, ha proclamato Malula eroe nazionale.

## Genealogia episcopale e successione apostolica
La genealogia episcopale è:
- Cardinale Scipione Rebiba
- Cardinale Giulio Antonio Santori
- Cardinale Girolamo Bernerio, O.P.
- Arcivescovo Galeazzo Sanvitale
- Cardinale Ludovico Ludovisi
- Cardinale Luigi Caetani
- Cardinale Ulderico Carpegna
- Cardinale Paluzzo Paluzzi Altieri degli Albertoni
- Papa Benedetto XIII
- Papa Benedetto XIV
- Papa Clemente XIII
- Cardinale Marcantonio Colonna
- Cardinale Giacinto Sigismondo Gerdil, B.
- Cardinale Giulio Maria della Somaglia
- Cardinale Carlo Odescalchi, S.I.
- Vescovo Eugène de Mazenod, O.M.I.
- Cardinale Joseph Hippolyte Guibert, O.M.I.
- Cardinale François-Marie-Benjamin Richard de la Vergne
- Cardinale Pietro Gasparri
- Cardinale Clemente Micara
- Cardinale Jozef-Ernest Van Roey
- Arcivescovo Félix Scalais, C.I.C.M.
- Cardinale Joseph-Albert Malula

La successione apostolica è:
- Vescovo Barthélémy Malunga (1969)
- Vescovo Eugène Biletsi Onim (1970)
- Vescovo Eugène Moke Motsüri (1970)
- Vescovo Tharcisse Tshibangu Tshishiku (1970)
- Vescovo Raphaël Lubaki Nganga (1971)
- Vescovo Gérard Ngoy Kabwe (1972)
- Arcivescovo Floribert Songasonga Mwitwa (1974)
- Vescovo Ignace Matondo Kwa Nzambi, C.I.C.M. (1975)
- Vescovo Elie Amsini Kiswaya (1976)
- Cardinale Frédéric Etsou-Nzabi-Bamungwabi, C.I.C.M. (1976)
- Vescovo Gabriel Kembo Mamputu (1988)